# Diphucephala castanoptera
Diphucephala castanoptera är en skalbaggsart som beskrevs av Waterhouse 1837. Diphucephala castanoptera ingår i släktet Diphucephala och familjen Melolonthidae. Inga underarter finns listade i Catalogue of Life.